# Championnat d'Arménie de football 2001
Navigation
Saison précédente Saison suivante
La saison 2001 du Championnat d'Arménie de football était la 10e édition de la première division arménienne, la Premier-Liga. Les quatorze meilleurs clubs du pays sont réunis au sein d'une poule unique où ils s'affrontent deux fois au cours de la saison, à domicile et à l'extérieur. À la fin de la saison, les 3 derniers du classement sont relégués en Second-Liga, la deuxième division arménienne.
Le Pyunik Erevan remporte le championnat, un an après son retour parmi l'élite, en terminant en tête du classement, avec 5 points d'avance sur un duo composé du Zvartnots Erevan et du tenant du titre, le Spartak Erevan (anciennement Araks Ararat). Il s'agit du 4e titre de champion d'Arménie de l'histoire du Pyunik.
Au départ prévue pour se dérouler avec 8 formations, le championnat a été élargi à 14 clubs après la décision de la fédération de repêcher le Dinamo-2000 Erevan et de promouvoir les 5 premiers de deuxième division. Néanmoins, plusieurs événements vont faire évoluer le nombre de participants. D'abord, le club du Banants, absorbé par le Kotayk Abovian, redevient un club à part entière et accède au même titre que le Kotaik Abovian à la Premier-Liga, déménageant dans la foulée dans la capitale Erevan. Ensuite, avant le début de la compétition, le club d'Arpa Yeghegnadzor déclare forfait, tout comme le Kilikia Erevan qui abandonne la compétition après une rencontre.  Ces deux désistements ne sont pas remplacés et le championnat se déroule donc avec 12 formations. 

## Les 14 clubs participants
| - Banants Erevan - Promu de Second Liga - Ararat Erevan - Dinamo-2000 Erevan - Repêché de Second-Liga - Kilikia Erevan - Lori Vanadzor - Promu de Second Liga - Kotayk Abovian - Promu de Second Liga - Spartak Erevan | - Shirak FC Giumri - Zvartnots Erevan - Mika Ashtarak - Lernagorts Kapan - Karabakh Erevan - Promu de Second Liga - Pyunik Erevan - Promu de Second Liga - Arpa Yeghegnadzor - Promu de Second Liga mais forfait |

## Compétition
Le barème de points servant à établir le classement se décompose ainsi :
- Victoire : 3 points
- Match nul : 1 point
- Défaite : 0 point

### Classement
| Rang | Équipe                      | Pts | J  | G  | N | P  | Bp | Bc | Diff |
| ---- | --------------------------- | --- | -- | -- | - | -- | -- | -- | ---- |
| 1    | Pyunik Erevan P             | 53  | 22 | 17 | 2 | 3  | 77 | 23 | +54  |
| 2    | Zvartnots Erevan            | 48  | 22 | 16 | 0 | 6  | 52 | 21 | +31  |
| 3    | Spartak Erevan T            | 48  | 22 | 15 | 3 | 4  | 57 | 13 | +44  |
| 4    | Shirak FC Giumri            | 47  | 22 | 14 | 5 | 3  | 52 | 19 | +33  |
| 5    | Ararat Erevan               | 42  | 22 | 13 | 3 | 6  | 42 | 22 | +20  |
| 6    | Mika Ashtarak C             | 41  | 22 | 12 | 5 | 5  | 44 | 20 | +24  |
| 7    | Banants Erevan P            | 34  | 22 | 10 | 4 | 8  | 46 | 28 | +18  |
| 8    | Lernagorts Kapan            | 18  | 22 | 5  | 3 | 14 | 25 | 63 | -38  |
| 9    | Dinamo-2000 Erevan          | 16  | 22 | 4  | 4 | 14 | 18 | 48 | -30  |
| 10   | Kotayk Abovian P            | 12  | 22 | 3  | 3 | 16 | 19 | 65 | -46  |
| 11   | Karabakh Erevan P           | 12  | 22 | 2  | 6 | 14 | 19 | 63 | -44  |
| 12   | Lori Vanadzor P             | 5   | 22 | 1  | 2 | 19 | 17 | 83 | -66  |
| 13   | Kilikia Erevan forfait      |     |    |    |   |    |    |    |      |
| 14   | Arpa Yeghegnadzor P forfait |     |    |    |   |    |    |    |      |

|  | Qualification pour la Ligue des champions 2002-2003                        |
|  | Qualification pour la Coupe UEFA 2002-2003                                 |
|  | Qualification pour la Coupe UEFA 2001-2002                                 |
|  | Qualification pour la Coupe Intertoto 2002                                 |
|  | Relégation directe en Second-Liga                                          |
|  | T Tenant du titre C Vainqueur de la Coupe d'Arménie P Promu de Second-Liga |

## Bilan de la saison
| Championnat d'Arménie de football 2001 |                          |
| Champion                               | Pyunik Erevan (4e titre) |
| Coupes et trophées                     |                          |
| Vainqueur de la Coupe d'Arménie 2001   | Mika Ashtarak            |
| Qualifications continentales           |                          |
| Ligue des champions 2002-2003          | Pyunik Erevan            |
| Coupe UEFA 2001-2002                   | Mika Ashtarak            |
| Coupe UEFA 2002-2003                   | Zvartnots Erevan         |
| Coupe Intertoto 2002                   | Shirak FC Giumri         |
| Promotions et relégations              |                          |
| Promus en Premier-Liga                 | Malatia Erevan           |
| Relégués en Second-Liga                | Lori Vanadzor            |
| Relégués en Second-Liga                | Kilikia Erevan           |
| Relégués en Second-Liga                | Arpa Yeghegnadzor        |